# Aaron Tesser
Aaron Tesser (Treviso, 13 agosto 1971) è un musicista italiano.
Aaron Tesser, sassofonista, ha maturato esperienze nell’ambito del Jazz e particolarmente nel Nu Jazz dove, col suo gruppo “Aaron Tesser & The New Jazz Affair”, è uno dei più conosciuti rappresentanti a livello italiano; gli album di questo gruppo sono stati in classifica in molti Paesi del Mondo tra cui: Germania, Giappone, Turchia, Brasile, Russia, Australia ecc.
Dalla fine degli anni 90, inoltre, Aaron ha sempre portato avanti un'attività solistica collaborando con molti dj come live sax performer, sia per produzioni in studio che nei dj set.
Il gruppo “Aaron Tesser & The New Jazz Affair” è nato nel 2007 da un'idea di Aaron Tesser che, con il contributo del dj/produttore Gianluca Viani, ha riunito attorno a sé il cantante Fabrizio Rispoli ed il chitarrista Lino Brotto, che insieme ad Aaron, sono stati anche gli autori e compositori dei brani. Nei primi due album ha collaborato come autrice e compositrice anche la cantante olandese Elisabeth Geel.
In Italia la radio che ha veicolato maggiormente questo progetto è RMC, i brani del gruppo infatti sono passati molte volte nella famosa trasmissione serale Montecarlo Nights di Nick The Nightfly, la band nel 2009 è anche stata invitata in radio per un'intervista ed un live.
I primi due album "Lookin' Ahead" (2008) e "Children" (2010) sono stati pubblicati dall'etichetta discografica bolognese Irma Records, il terzo album "Love map" (2015) ha segnato un cambio di stile, privilegiando delle sonorità più funk ed è uscito con l'etichetta milanese [RNC Music] con un nome leggermente diverso: Aaron Tesser New Jazz Affair. Il quarto album "Back to the J Hotel" (2018)[RNC Music] segna un ritorno alle sonorità dei primi due album e anche il ritorno al nome originario.
A novembre 2017 è uscito un nuovo singolo a nome Aaron Tesser & The New Jazz Affair che anticipa l'album previsto per il 2018, il singolo è una cover della hit di successo del dj Duke Dumont "I got you" ed ha ottenuto buoni risultati raggiungendo il primo posto nella Jazz Chart di iTunes Italia, il numero 12 in Germania, il numero 17 in Australia, il numero 12 in Corea del Sud, il numero 45 in Canada ed è entrato in classifica anche in Gran Bretagna.
Nel 2018 è uscito "Back to the J Hotel", terzo album a nome Aaron Tesser & The New Jazz Affair.
Il disco ha ottenuto un buon successo a livello internazionale piazzando le cover "I got you" e "We don't talk anymore", l'originale "I don't want to lose you" e lo stesso album, nelle classifiche di molti Paesi quali: Germania, Giappone, Canada, Gran Bretagna, Korea del Sud, Messico, Turchia, Australia, ecc.
I musicisti che hanno collaborato alle registrazioni degli album sono:
- Fabrizio Rispoli (singer)
- Elisabeth Geel (singer)
- Chiara Luppi (singer)
- Lino Brotto (chitarra)
- Nicola Dal Bo (piano e Hammond organ)
- Gianluca Carollo (tromba)
- Maurizio Scomparin (tromba)
- Piergiorgio Caverzan (sax alto)
- Beppe Pilotto (contrabbasso)
- Federico Malaman (basso elettrico)
- Andrea Tombesi (basso elettrico)
- Mattia Magatelli (contrabbasso)
- Marco Catinaccio (percussioni)
- Marco Carlesso (batteria)

## Aaron Tesser & The New Jazz Affair

### ALBUM
- Lookin' Ahead (Irma Records - 2008)
- Children (Irma Records - 2010)
- Back to The J Hotel (RNC Music - 2018)

### SINGLES
- Stella (Irma Records - 2009)
- Everlasting Rose (Irma Records - 2009)
- Lights and stars (Irma Records - 2011)
- I want you to stay (Irma Records - 2012)
- I got you (RNC Music - 2017)
- We don't talk anymore (RNC Music - 2018)

## Aaron Tesser New Jazz Affair

### ALBUM
- Love map (RNC Music - 2015)